# Acridocarpus hirundo
Acridocarpus hirundo là một loài thực vật có hoa trong họ Malpighiaceae. Loài này được S.Moore mô tả khoa học đầu tiên năm 1880.